# П'єр Вітерговен
П'єр Вітерговен (фр. Pierre Uytterhoeven) — сценарист. У 1966 році він виграв премію «Оскар» за найкращий оригінальний сценарій за роботу з Клодом Лелушем у фільмі «Чоловік і жінка». У 1986 році він знову працював із Лелушем над продовженням фільму «Чоловік і жінка: 20 років потому».

## Вибрана фільмографія
- 1966 — Чоловік і жінка
- 1969 — Чоловік, який мені подобається
- 1986 — Чоловік і жінка: 20 років потому